# Pelurga subalpina
Pelurga subalpina là một loài bướm đêm trong họ Geometridae.